# لونوگاموهرا
لونوگاموهرا (به لاتین: Lunugamwehera) یک منطقهٔ مسکونی در سری‌لانکا است که در استان جنوبی (سری‌لانکا) واقع شده‌است.